# 충북대학교병원
충북대학교병원(忠北大學校病院, 영어: Chungbuk National University Hospital)은 고등교육법에 의한 의학, 치의학, 간호학, 약학등에 관한 교육, 연구와 진료를 통하여 의학발전을 도모하고 국민보건향상에 이바지함을 목적으로 국립대학교병원설치법에 의거 1984년 10월 충북대학교 자연과대학 의예과 설치인가받아 1995년 8월 법인 충북대학교병원으로 전환된 교육부 산하 기타공공기관이자 대학 병원이다. 충청북도 청주시 서원구 1순환로 776(개신동)에 위치하고 있다.

## 권역응급의료센터
충북청주권역응급의료센터로 지정되어 충청북도 청주시, 괴산군, 보은군, 음성군, 증평군, 진천군을 관할한다.

## 진료센터
- 호흡기질환센터
- 암센터
- 심뇌혈관센터
- 소화기검사센터
- 신생아집중치료센터
- 종합건강검진